# Septoria sydowiana
Septoria sydowiana är en svampart som först beskrevs av Allesch., och fick sitt nu gällande namn av Died. 1914. Septoria sydowiana ingår i släktet Septoria och familjen Mycosphaerellaceae.   Inga underarter finns listade i Catalogue of Life.